# Acuerdo de Gongota

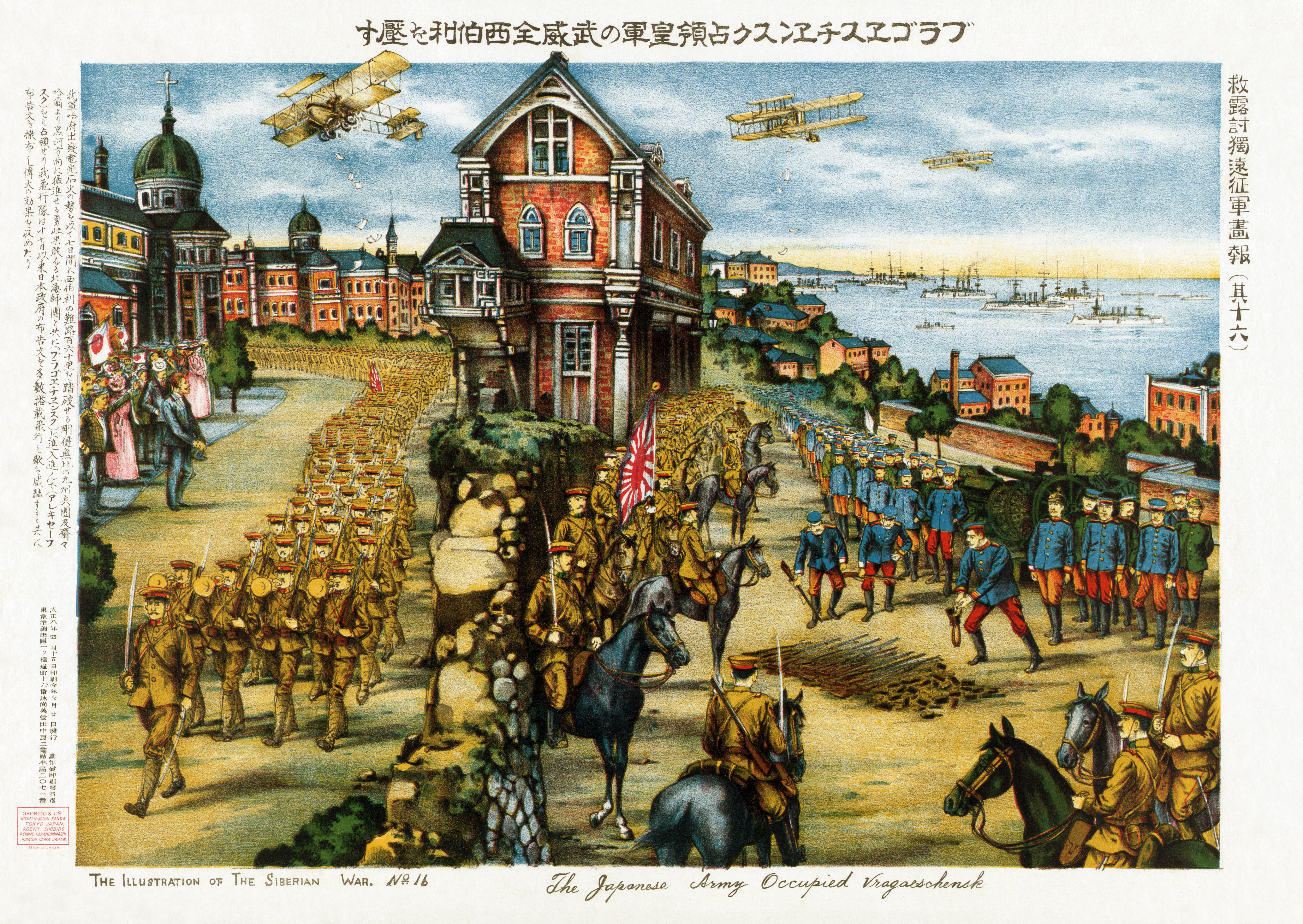
Tropas japonesas ocupando una ciudad siberiana.

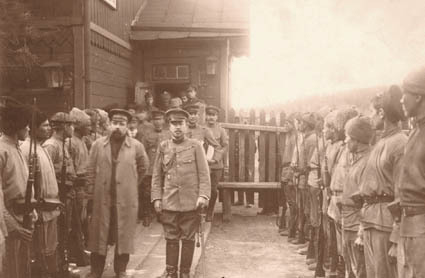
17 de julio de 1920

El acuerdo de Gongota de 1920 (en ruso: Гонготское соглашение; en japonés: 緩衝国建設覚書) fue un hito en la Guerra Civil Rusa en Transbaikalia. El acuerdo se finalizó en la estación ferroviaria de Gongota el 15 de julio de 1920 entre la delegación de la República del Lejano Oriente, encabezada por Aleksandr Krasnoshchókov y Guénrij Eije, y el Cuerpo Expedicionario Japonés, bajo Yui Mitsue. Las demandas de la República del Lejano Oriente fueron la evacuación de las tropas del Ejército Blanco de la zona en poder de las fuerzas japonesas y el fin de las hostilidades entre los soviéticos y Japón.
El proceso no fue fácil para las autoridades de la República del Lejano Oriente porque los japoneses intentaron posponer su evacuación de la región. Finalmente, los japoneses acordaron detener las acciones militares contra las tropas y los partidarios de la República. Una línea de nadie fue creada al oeste de Chitá y ayudó a la República del Lejano Oriente a lanzar la operación final de tomar la ciudad.
- Datos: Q4143055